# علی‌محمد احمدی (زاده ۱۳۳۵)
علی‌محمد احمدی (زاده ۱۳۳۵ – درگذشته ٢٥ دى ماه ١٣٩٩)، نماینده دوره‌های سوم و ششم مجلس شورای اسلامی از شهرستان الیگودرز، و رئیس سابق سازمان انرژی‌های نو در سازمان انرژی اتمی ایران بود. وی در رشته مهندسی مکانیک از دانشگاه علم و صنعت ایران دانش‌آموخته شد. وی اولین فارغ‌التحصیل دکترای مدیریت استراتژیک زیر نظر سید مهدی الوانی است. احمدی از همان ایام دانشگاه به فعالیتهای سیاسی پرداخت و از اعضای ارشد سازمان مجاهدین انقلاب اسلامی بود.
احمدی در ۲۵ دی ماه ۱۳۹۹ بر اثر کرونا درگذشت.